# Gregor Hartl
Gregor Hartl (* 22. Februar 1902 in Laufen (Salzach); † 11. April 1980 in München) war ein deutscher Politiker der CSU.
Nachdem er ein humanistisches Gymnasium besuchte, studierte Hartl Jura in München und schloss das Studium 1928 mit der Staatsprüfung ab. 1929 begann er als Assessor der Regierung von Niederbayern in Landshut. Von 1931 bis 1936 war er Regierungsrat im Bezirksamt Wertingen, danach bis 1938 bei der Polizeidirektion Augsburg. Von 1938 an leitete er das Bezirksamt in Regen, danach wurde er Landrat der Landkreise Cham, Neunburg vorm Wald und ab 1952 Vilsbiburg. 1958 zog er in den niederbayerischen Bezirkstag ein, in dem er 1962 Vizepräsident wurde. Von 1964 bis 1969 war er zudem Mitglied des Bayerischen Senats. 1971 wurde er Präsident des Bayerischen Landesverbands für Obst-, Gartenbau und Landespflege.
Zum 1. Mai 1933 war er in die NSDAP (Mitgliedsnummer 3.550.482) eingetreten und Mitarbeiter des Gauamts für Beamte. Daneben gehörte er dem Nationalsozialistischen Kraftfahrkorps an.
Hartl war zeit seines Lebens in Vilsbiburg wohnhaft. Er war Mitglied der katholischen Studentenverbindung KStV Ottonia München.